# BOS-GSM
BOS-GSM (je nach Anbieter auch BOS@GSM, GSM-BOS) ist eine Technik zur digitalen Funkkommunikation von Anwendern mit besonderen Sicherheitsanforderungen wie Behörden und Organisationen mit Sicherheitsaufgaben (BOS: Polizei, Feuerwehr, Rettungsdienste).
Die geplante Variante des öffentlichen GSM-Digitalfunknetzes war von einigen Digitalfunk-Netzbetreibern als Alternative zu den spezialisierten Funknetzen nach den Standards TETRA und Tetrapol angeboten worden. Mit Hilfe von sogenannten ASCI-Features (Advanced Speech Call Items) wird das öffentliche GSM-Netz dabei um besondere Sicherheitsfunktionen erweitert, so die Priorisierung von Anrufen sowie Funktionen für geschlossene Benutzergruppen. Private Nutzer des GSM-Netzes würden im Notfall aus dem Netz gedrängt, um die Leistungsfähigkeit des Netzes zu erhalten. Eine direkte Kommunikation von Endgeräten ohne Einbindung der Netzinfrastruktur (DMO, Direct Mode) wird durch spezielle Endgeräte umgesetzt, die dafür einen gesonderten Frequenzbereich (z. B. 380 bis 400 MHz) nutzen können. Durch die Entscheidung für TETRA ist dieses System nicht zum Tragen gekommen.